# Pfarrkirche Triesenberg

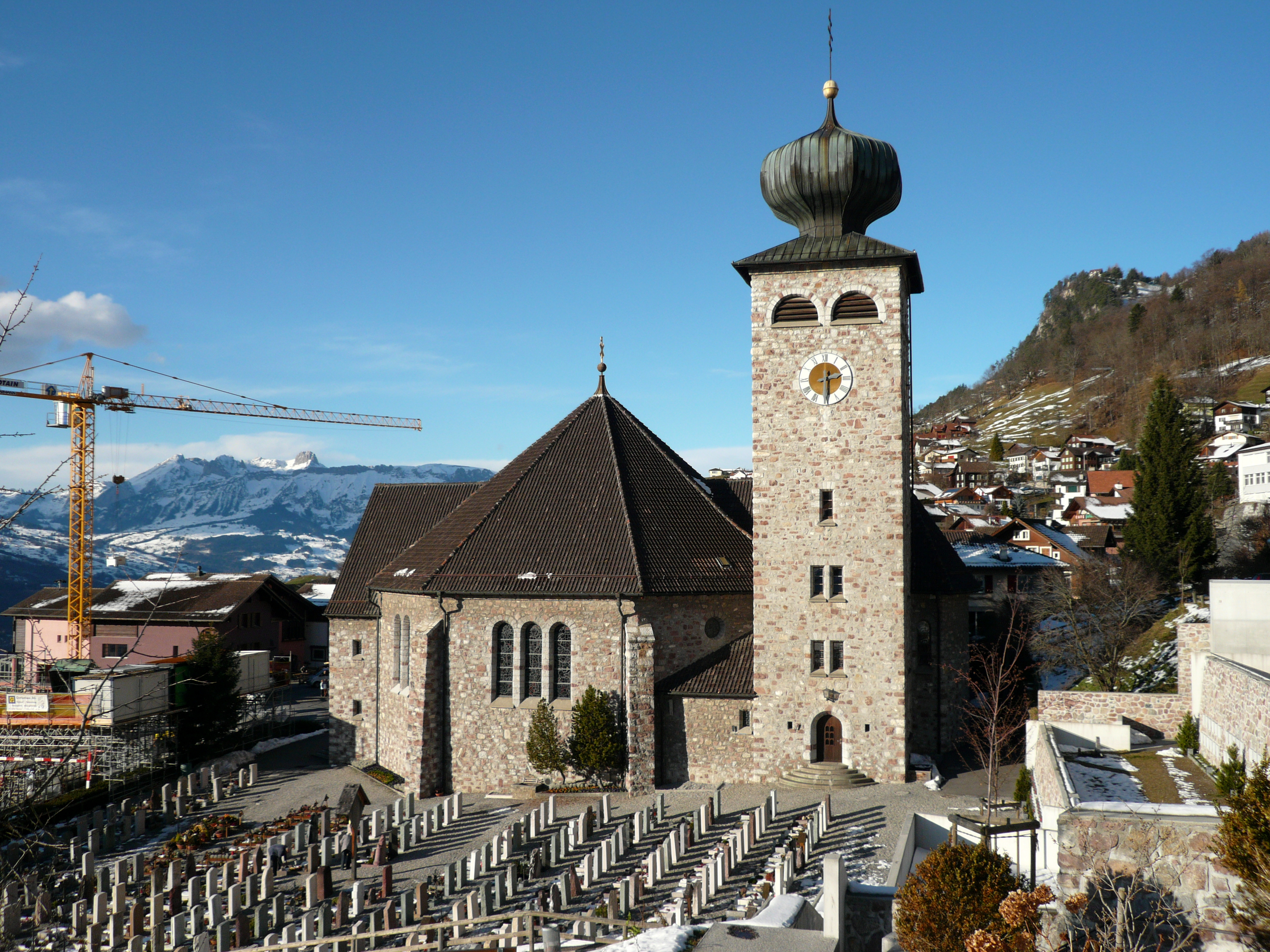
Pfarrkirche hl. Josef in Triesenberg

Die römisch-katholische Pfarrkirche Triesenberg steht in der Gemeinde Triesenberg im Oberland im Fürstentum Liechtenstein. Sie ist dem heiligen Josef geweiht und liegt im Erzbistum Vaduz.

## Geschichte
In den Jahren 1767 und 1768 wurde die Kirche «Fürst Josef Wenzel» errichtet. Sie wurde 1768 zur Pfarrkirche erhoben. 1769 erfolgte die Weihe. Neben dem heiligen Josef sind die Heiligen Theodul, Rochus und Sebastian weitere Schutzheilige. Bei der ursprünglichen Kirche handelte es sich um einen geosteten einschiffigen Längsbau mit drei Fensterachsen und eingezogenem, dreiseitig abgeschlossenen Chor. Der Kirchturm an der Nordseite wies einen Zwiebelhelm auf. Der Hochaltar stand im Chor, zwei weitere Seitenaltäre im Kirchenschiff. 1827 wurden zwei Glocken geweiht. 1839 wurde ein neues Deckengemälde geschaffen. Nach einer Renovierung im Jahr 1877 wurde die Kirche 1938 abgebrochen.
In den Jahren 1938 und 1939 wurde die heutige Kirche St. Josef nach Plänen von Otto Linder aus  Stuttgart errichtet. Sie wurde 1940 geweiht. 1986, 2000 und 2020/21 erfolgten Renovationen.

## Architektur
Die Pfarrkirche Triesenberg ist ein oktogoner Zentralbau aus massivem Bruchsteinmauerwerk, der von einem basilikalen Längsbau durchbrochen wird. Das Kirchenschiff liegt unter einem Kreuzgiebel- und Walmdach. Der Chor ist an drei Seiten geschlossen, nordseitig schliesst die Totenkapelle an. Im Süden steht ein gedrungener Kirchturm mit Sakristei. Wie bei der Vorgängerkirche wird der Turm von einer in Liechtenstein ungewöhnlichen Zwiebelhaube bekrönt.
Glocken
Im Glockenstuhl des Kirchturms hängt ein fünfstimmiges Glockengeläut. Die Glocken wurden im Jahr 1939 von der Giesserei Staad AG gegossen.

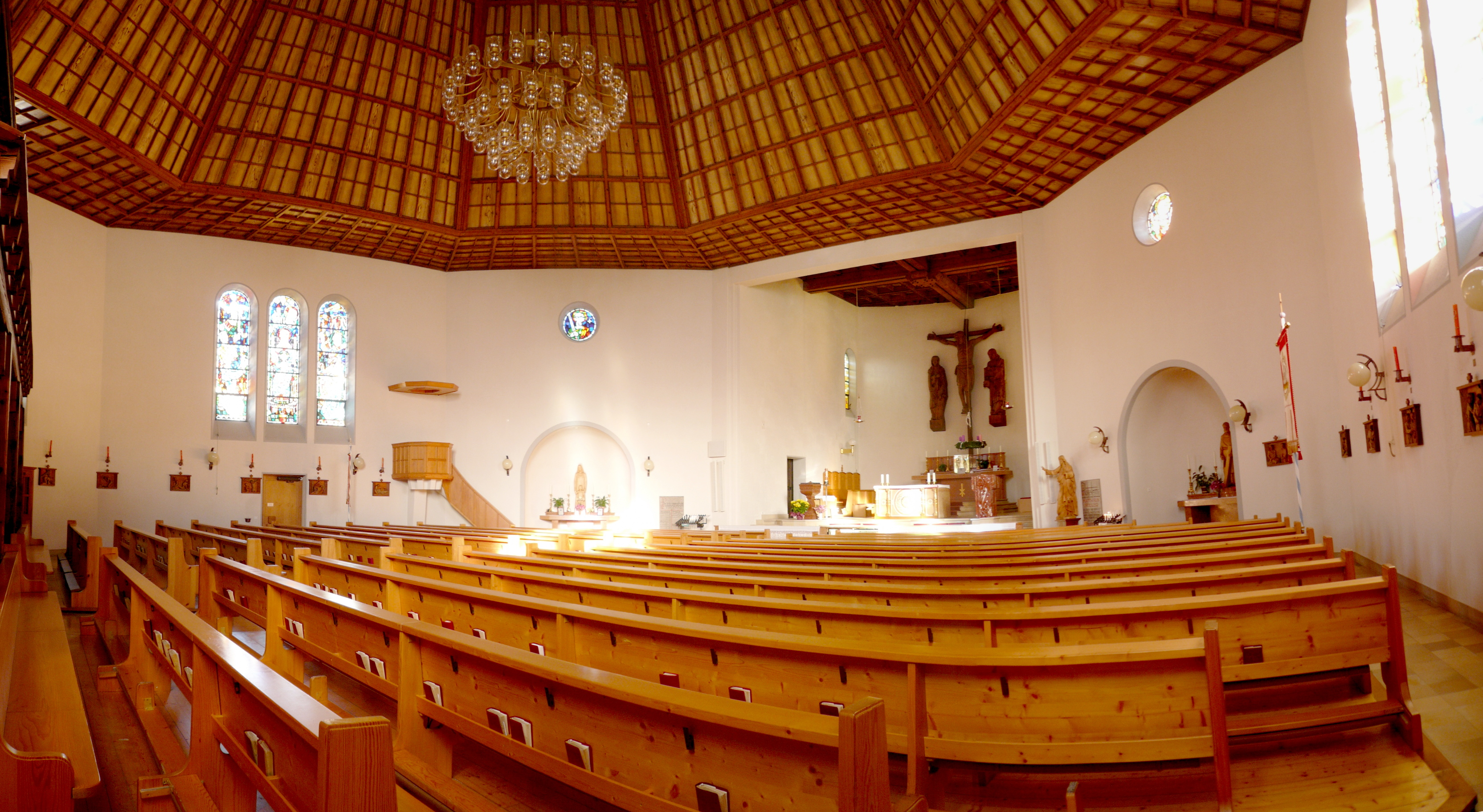
Innenansicht

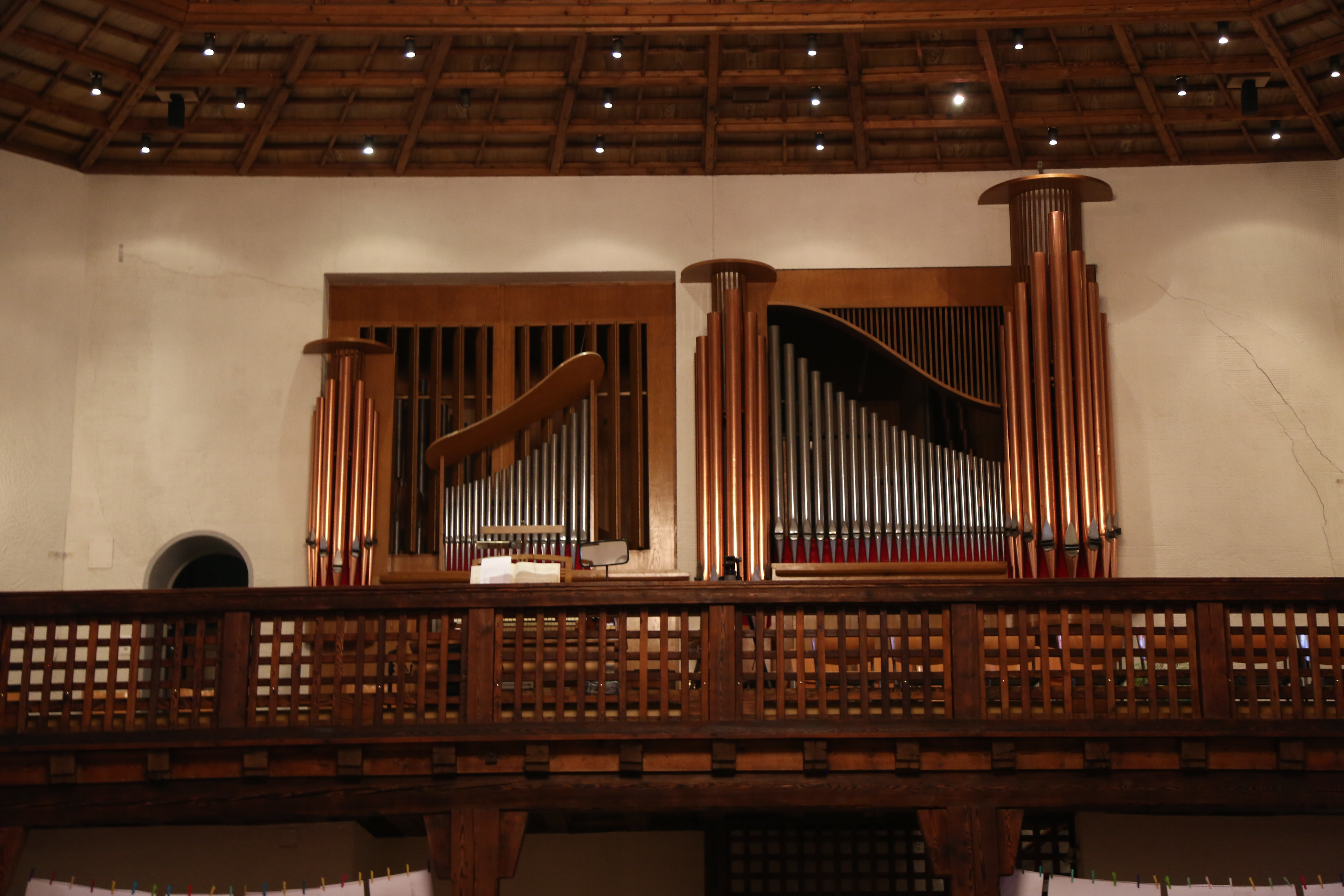
Orgelprospekt in St. Josef

| Glocke | Name                | Gewicht | Schlagton | Inschrift |
| ------ | ------------------- | ------- | --------- | --- |
| 1      | Christus-Glocke     | 4300 kg | G°        | «Vor Blitz, Hagel & Unwetter, erlöse uns, o Herr!» – «Christus heute, Christus morgen, Christus in Ewigkeit»                                   |
| 2      | Marienglocke        | 2100 kg | H°        | «Hl. Maria, Muttergottes, bitt für uns!» – «Maria mit deinem Kinde lieb uns allen deinen Segen gib!»                                           |
| 3      | Josefsglocke        | 1240 kg | d′        | «Ich rufe euch zum Gottesdienste; kommet» – «Hl. Joseph, glorreicher Schutzpatron unserer Gemeinde, bitte für uns!»                            |
| 4      | Armenseelen-Glocke  | 0860 kg | e′        | «Herr gib ihnen die ewige Ruhe, & das ewige Licht leuchte ihnen!».                                                                             |
| 5      | Schutzengel-Glocke0 | 0710 kg | g′        | «Hl. Schutzengel, beschütze die Jugend von Triesenberg!» – «Mich und meine vier Schwestern goss die Glockengiesserei Staad bei Rorschach 1939» |

## Ausstattung
Aus der alten Kirche wurde der Taufstein von Johann Baptist Saltzgeber aus dem Jahr 1768 übertragen. Im Chor befindet sich eine Kreuzigungsgruppe. Diese sowie die Malereien auf den Glasfenstern entstanden nach Entwürfen von Johannes Troyer in den Jahren 1939 und 1940. Der Hochaltar und der Tabernakel wurden um 1939/40 geschaffen, der Zelebrationsaltar und Ambo aus Carrara-Marmor stammen von Hugo Marxer aus dem Jahr 2000.
Orgel
Auf der Empore befindet sich eine Orgel mit 26 Registern auf zwei Manualen und Pedal. Sie wurde von der Werkstatt Gebr. Späth Orgelbau aus Mengen in Baden-Württemberg im Jahr 1961 gebaut und in der Kirche aufgestellt. Zuvor stand hier eine mehrfach umgebaute Orgel aus der alten Kirche, die mit vermutlich elf Registern aber als zu klein empfunden wurde.

## Nachweise
1. ↑  Kath. Kirche St. Josef Triesenberg FL. In: Orgelverzeichnis Schweiz und Liechtenstein. Abgerufen am 2. August 2025.

Koordinaten: 47° 7′ 4,8″ N, 9° 32′ 37,8″ O; CH1903: 759744 / 220698